# Charlie Byrd at the Village Vanguard
| Recensione | Giudizio |
| ---------- | -------- |
| AllMusic   | [ 2 ]    |

Charlie Byrd at the Village Vanguard è un album dal vivo del chitarrista jazz statunitense Charlie Byrd, pubblicato nel novembre del 1961.

## Tracce

### LP
Lato A
1. Just Squeeze Me – 13:00 (Lee Gaines, Duke Ellington)
2. Why Was I Born? – 5:57 (Oscar Hammerstein II, Jerome Kern)
3. You Stepped Out of a Dream – 6:48 (Gus Kahn, Nacio Herb Brown)

Lato B
1. Fantasia on "Which Side Are You On?" – 20:32 (Charlie Byrd)

## Musicisti
- Charlie Byrd - chitarra
- Keter Betts - contrabbasso
- Buddy Deppenschmidt - batteria

Note aggiuntive
- Bill Grauer (Bill Grauer Productions Inc.) - produttore
- Registrato dal vivo il 15 gennaio 1961 al The Village Vanguard di New York City, New York (Stati Uniti)
- Max Gordon e Peter Drew - note retrocopertina album originale